# چطور دوستش داری
«چطور دوستش داری» (به انگلیسی: How You Like That) ترانه‌ای از گروه دخترانه کره جنوبی، بلک پینک است که در ۲۶ ژوئن ۲۰۲۰ از طریق وای‌جی و اینترسکوپ رکوردز به عنوان اولین پیش‌آهنگ از اولین آلبوم استودیویی آینده خود به زبان کره‌ای (در سپتامبر ۲۰۲۰) منتشر شد. تدی و دنی چانگ ترانه‌سرایی این تک‌آهنگ را برعهده داشته‌اند و توسط آر. تی و ۲۴ تهیه شده‌است.
"how you like that"به مدت سه هفته در صدر چارت دیجیتال گائون کره قرار گرفت و به سومین آهنگ شماره یک بلک‌پینک در این چارت تبدیل شد. این آهنگ همچنین در صدر چارت ملی کشورهای مجارستان، سنگاپور، مالزی و چارت‌های k-pop hot 100 و world digital songs بیلبورد و در چارت‌های رکورد ۲۶ کشور دیگر قرار گرفت. این آهنگ گواهی پلاتینیوم برای پخش در کره و گواهی طلا در کانادا ژاپن و گواهی نقره در انگلستان دریافت کرد. نسخه فیزیکی آهنگ هم به گواهی پلاتینیوم برای فروش بیش از ۲۵۰٬۰۰۰ واحد در کره جنوبی دست یافت.
موزیک ویدیو این آهنگ توسط سو هیونگ سون کارگردانی شد و همزمان با انتشار آهنگ در کانال یوتیوب بلک‌پینک بارگذاری شد. پس از انتشار، این موزیک ویدئو موفق به شکستن چندین رکورد در یوتیوب شد از جمله: پربازدیدترین موزیک ویدئو یک آرتیست زن در ۲۴ ساعت اول با ۸۶٬۳ میلیون بازدید، سریع‌ترین موزیک ویدئو یک آرتیست زن که به ۱۰۰ و ۲۰۰ میلیون بازدید رسید؛ و همچنین به یکی از پرلایک‌ترین موزیک ویدئوهای یوتیوب با بیش از ۲۰ میلیون لایک تبدیل شد. How you like" that" برنده جوایز متعددی از جمله آهنگ تابستانی در مراسم جوایز ویدئو موسیقی ام تی وی ۲۰۲۰ و جایزه بهترین رقص برای یک گروه دخترانه در جشنواره‌های جوایز موسیقی ملون و جوایز موسیقی آسیایی ام نت در سئول شد .

## زمینه
در ۴ مه سال ۲۰۲۰ گزارش شد که این گروه ضبط آلبوم جدید خود را به پایان رسانده‌است و بعداً در همان ماه مشغول برنامه‌ریزی برای فیلمبرداری از نماهنگ بوده‌اند. در ۱۸ مه، ناشر کره ای گروه، YG Entertainment یک بروزرسانی در مورد این پروژه به اشتراک گذاشت که برای انتشار در ژوئن ۲۰۲۰ برنامه‌ریزی شده و همچنین ضبط بیش از ۱۰ ترانه برای آلبومشان فاش شد. در ۱۰ ژوئن، YG پوستر و تیزر تک‌آهنگ را پیش از انتشار در کلیه رسانه‌های اجتماعی ارسال کرد و تاریخ این تک آهنگ را ۲۶ ژوئن اعلام کرد.

## نماهنگ
نماهنگ «چطور دوستش داری» توسط سو هیون سونگ که پیش از این کارگردانی «دو-دو دو-دو» و «این عشق را بکش» را انجام داده‌است، کارگردانی شده‌است. نماهنگ این ترانه در زمان انتشار، رکورد بیشترین بازدید پخش زنده را با ۱٬۶۵ میلیون بازدید شکست. بعد از آن با ۸۲٫۴ میلیون بازدید، به پربیننده‌ترین ویدئو در ۲۴ ساعت اول انتشار در یوتیوب تبدیل شد. بعداً با ۸۶٬۳ میلیون بازدید، به پربازدیدترین ویدئو در ۲۴ ساعت اول انتشار خود تبدیل شد. این نماهنگ همچنین سریع‌ترین ویدئو موسیقی در تاریخ یوتیوب بود که در کوتاه‌ترین مدت زمان به ۱۰۰ میلیون بازدید می‌رسید و این رکورد حدود ۳۲ ساعت پس از انتشار این ویدئو به‌دست آمد.

## جوایز و نامزدی‌ها
این ترانه رکورد جهانی گینس ۲۰۲۰ را برای بیشترین بازدید ویدئو یوتیوب در ۲۴ ساعت، بیشترین بازدید نماهنگ یوتیوب در ۲۴ ساعت، بیشترین بازدید نماهنگ یوتیوب در ۲۴ ساعت توسط یک گروه کی پاپ، بیشترین بیننده برای حضور در پخش زنده یوتیوب و بیشترین بیننده برای حضور در پخش زنده نماهنگ یوتیوب را بدست آورد.
| سال  | سازمان              | جوایز                                                       | نتیجه | Ref.   |
| ---- | ------------------- | ----------------------------------------------------------- | ----- | ------ |
| ۲۰۲۰ | رکوردهای جهانی گینس | بیشترین بازدید یوتیوب در ۲۴ ساعت                            | برنده | [ ۱۱ ] |
| ۲۰۲۰ | رکوردهای جهانی گینس | بیشترین بازدید نماهنگ یوتیوب در ۲۴ ساعت                     | برنده | [ ۱۱ ] |
| ۲۰۲۰ | رکوردهای جهانی گینس | بیشترین بازدید نماهنگ یوتیوب در ۲۴ ساعت توسط یک گروه کی پاپ | برنده | [ ۱۱ ] |
| ۲۰۲۰ | رکوردهای جهانی گینس | بیشترین بیننده برای حضور در پخش زنده یوتیوب                 | برنده | [ ۱۱ ] |
| ۲۰۲۰ | رکوردهای جهانی گینس | بیشترین بیننده برای حضور در پخش زنده نماهنگ یوتیوب          | برنده | [ ۱۱ ] |

## عملکرد تجاری
«چطور دوستش داری» در اسپاتیفای، با ۴٬۰۷۳ میلیون پخش به رتبه ۵ اسپاتیفای جهانی رسید و توانست رکورد اولین گروه دخترانه در تاریخ اسپاتیفای را بدست آورد و با ۷۶۲٬۰۰۰ پخش به رتبه ۱۰ اسپاتیفای ایالات متحده برسد. روز بعد از ۵ به رتبه ۲ در نمودار اسپاتیفای جهانی رسید و همچنین در ایالات متحده از ۱۰ به رتبه ۸ صعود کرد. این ترانه همچنین به رتبه ۱ آی‌تیونز بیش از ۶۸ کشور رسید و بیشترین رتبه ۱ را برای گروه دخترانه کی‌پاپ بدست آورد و توانست رتبه قبلی «آب‌نبات ترش» با لیدی گاگا را بشکند.
در ژاپن، این ترانه با فروش تخمین زده ۳٬۹۵۲ نسخه در رتبه ۱۷ در هات ۱۰۰ بیلبورد ژاپن قرار گرفت. این ترانه همچنین در رتبه ۲۳ نمودار بهترین پخش ترانه و رتبه ۱۹ در نمودار بهترین دانلود ترانه قرار گرفت. همچنین با ۹٬۲۱۹ نسخه دانلود فروخته شده و ۱٬۸۰۴٬۷۴۹ پخش سه روز اول به رتبه ۲۴ نمودار Oricon Combined Singles قرار گرفت.

## اعتبار و پرسنل
اعتبارهای اقتباس از یادداشت‌های کوتاه چطور دوستش داری (کتابچه).

### مکان‌های ضبط
- YG Entertainment

### اجرا
- کیم جیسو – خوانندگی
- جنی کیم – خوانندگی، رپ
- رزی پارک – خوانندگی
- لالیسا مانوبان – خوانندگی، رپ
- دنی چانگ – ترانه‌سرا
- تدی پارک – ترانه‌سرا، تهیه‌کننده
- آر.تی – تهیه‌کننده
- ۲۴ (تهیه‌کننده ضبط) – تهیه‌کننده

## تاریخ انتشار
| منطقه   | تاریخ        | قالب                              | ناشر         | Ref.   |
| ------- | ------------ | --------------------------------- | ------------ | ------ |
| مختلف   | ۲۶ ژوئن ۲۰۲۰ | سی‌دی تک‌آهنگ دانلود دیجیتال استریم | YG اینترسکوپ | [ ۲۰ ] |
| ایتالیا | ۳ ژوئیه ۲۰۲۰ | Contemporary hit radio            | یونیورسال    | [ ۲۱ ] |